# Jenny Ocampo
Jenny Patricia Ocampo Escalante (Trujillo, 10 de febrero de 1970) es una ingeniera agrónoma peruana. Fue la ministra de Desarrollo Agrario y Riego del Perú, entre septiembre y noviembre de 2022; en el gobierno de Pedro Castillo.

## Biografía
Jenny Patricia nació el 10 de febrero de 1970, en la ciudad peruana de Trujillo.
En 1995, concluyó sus estudios de agronomía, en la Universidad Nacional Pedro Ruiz Gallo, donde al año siguiente titularse en la misma universidad.
Realizó estudios de especialización en Gestión Pública en la Universidad César Vallejo, los cuales no concluyó.
Cuenta con una especialización en Economía agraria. También, ha estudiado distintos cursos relacionados al sector en la misma casa de estudios y en la Universidad Nacional Agraria La Molina, Universidad Nacional Mayor de San Marcos y la Universidad Privada Antenor Orrego.

### Trayectoria
Desde abril del 2018 a noviembre de 2021, se desempeñó como Gerente y Representante legal de Expertho.
En 2019, fue gestora comercial de Sierra y Selva Exportadora, entidad adscrita al Ministerio de Desarrollo Agrario y Riego.
Ejerció como gerente de Desarrollo Productivo del Gobierno Regional – Gore Lambayeque, estando en el cargo poco más de 1 año.
Entre junio y septiembre de 2022, se desempeñó como directora general de Pesca Artesanal del Despacho Viceministerial de Pesca y Acuicultura, del Ministerio de la Producción.
También es colaboradora y apoyo técnica en Solidaridad sin Fronteras, una asociación civil sin fines de lucro.
Ha sido consultora en la Organización de las Naciones Unidas para la Alimentación y Agricultura (FAO) durante dos años, también laboró como especialista en Agro Rural.
Además, ha sido especialista regional en agricultura orgánica para fortalecer las cadenas productivas financiadas por el programa conjunto de Naciones Unidas en comunidades campesinas, logrando consolidar productos tradicionales.

## Vida política
En las elecciones de 2018, postuló como vicegobernadora regional de Lambayaque con el partido Peruanos Por el Kambio. Sin embargo, no fue elegida por la región.

### Ministra de Estado
El 13 de septiembre de 2022, fue nombrada y posesionada por el presidente Pedro Castillo, como Ministra de Desarrollo Agrario y Riego. Mantuvo este cargo hasta el 25 de noviembre del mismo año, cuando el presidente Castillo hizo una recomposición de su gabinete.